# 4792 Lykaon
4792 Lykaon este un asteroid descoperit pe 10 septembrie 1988 de Carolyn Shoemaker.